# Mantur, Hubli
Mantur là một làng thuộc tehsil Hubli, huyện Dharwad, bang Karnataka, Ấn Độ.